# Белая (Вологодская область)
Белая — деревня в Великоустюгском районе Вологодской области.
Входит в состав Опокского сельского поселения, с точки зрения административно-территориального деления — в Опокский сельсовет.
Расстояние по автодороге до районного центра Великого Устюга — 65 км, до центра муниципального образования Полдарсы — 1 км. Ближайшие населённые пункты — Полдарса, Полдарса, Сухонский.
По переписи 2002 года население — 52 человека (21 мужчина, 31 женщина). Преобладающая национальность — русские (98 %).